# سيباستيان أورزيندوسكاي
سيباستيان أورزيندوسكاي (بالألمانية: Sebastian Urzendowsky)‏ (و. 1985  م) هو ممثل مسرحي، وممثل أفلام، وممثل تلفزي ألماني، ولد في برلين.

## وصلات خارجية
- سيباستيان أورزيندوسكاي على موقع IMDb (الإنجليزية)
- سيباستيان أورزيندوسكاي على موقع مونزينجر (الألمانية)
- سيباستيان أورزيندوسكاي على موقع قاعدة بيانات الأفلام العربية
- سيباستيان أورزيندوسكاي على موقع ألو سيني (الفرنسية)
- سيباستيان أورزيندوسكاي على موقع أول موفي (الإنجليزية)
- سيباستيان أورزيندوسكاي على موقع قاعدة بيانات الأفلام السويدية (السويدية)
- سيباستيان أورزيندوسكاي على موقع قاعدة بيانات الفيلم (الإنجليزية)
- سيباستيان أورزيندوسكاي على موقع كينوبويسك (الروسية)